# Auribeau
Auribeau är en kommun i departementet Vaucluse i regionen Provence-Alpes-Côte d'Azur i sydöstra Frankrike. Kommunen ligger i kantonen Apt som tillhör arrondissementet Apt. År 2022 hade Auribeau 70 invånare.

## Befolkningsutveckling
Antalet invånare i kommunen Auribeau
| Referens: INSEE |